# Kattjärnen (Rengsjö socken, Hälsingland)
Kattjärnen är en sjö i Bollnäs kommun i Hälsingland och ingår i Ljusnans huvudavrinningsområde. Sjön är 6 meter djup, har en yta på 0,28 kvadratkilometer och är belägen 126,5 meter över havet.